# Gieorgij Bałakszyn
Gieorgij Bałakszyn, ros. Георгий Русланович Балакшин  (ur. 6 marca 1980) – rosyjski bokser, brązowy medalista olimpijski, brązowy medalista mistrzostw świata, trzykrotny mistrz Europy.
Występuje na ringu w wadze muszej. Zdobywca brązowego medalu w igrzyskach olimpijskich w 2008 roku w Pekinie. Startował również cztery lata wcześniej, w 2004 roku w Atenach, przegrywając w ćwierćfinale turnieju.
Brązowy medalista mistrzostw świata w 2001 roku z Belfastu.
Zdobywca czterech medali mistrzostw Starego Kontynentu. Trzykrotnie zdobył złoty medal (2002, 2004, 2006), a w 2011 roku wywalczył tytuł wicemistrzowski.